# Ouled Chebel
Ouled Chebel è un comune dell'Algeria, situato nella provincia di Algeri.